# Burg Königheim
Die Burg Königheim ist eine abgegangene Burg auf der Gemarkung von Königheim im Main-Tauber-Kreis in Baden-Württemberg.

## Geschichte
Aus einer Urkunde vom 28. Januar 1148 ist bekannt, dass Königheim (Kennencheim) zu den Besitzungen des Klosters Ebrach gehörte. 1149 tauschte das Kloster unter anderem Königheim mit dem Edelfreien Marquart von Grumbach. Unter den Zeugen erscheint dort Iring von Zabelstein dessen Nachkommen sich unter anderem auch auf Burg Königheim wiederfinden.
Die in Kirchennähe gestandene Ortsburg wird am 20. Juni 1329 urkundlich – als der Besitzer, Rudolf von Wertheim, die Burg dem böhmischen König Johann zu Lehen antrug. Ferdinand Seibt nimmt 1983 an, dass die Lehensübergabe stark durch Balduin von Trier, Vertrauter Johanns, initiiert wurde. Gleichzeitig kann das auch der Landbrückenpolitik von Frankfurt nach Nürnberg, später aktiv von Johanns Sohn Karl IV. betrieben, der Luxemburger geschuldet sein, die dem Hochstift Würzburg zu Lasten ging und Wertheim half.
Das huse zu Kennecken, Königheim hieß ursprünglich Kannenheim, existierte sicher schon seit dem Beginn des 13. Jahrhunderts. 1209 ist erstmals Ortsadel als Herren von Kennenkeym bekannt, die vermutlich die Erbauer der Burg oder eines Festen Hauses waren. 1453 ist die Burg im Lehensbuch der Grafschaft Wertheim noch als im Besitz des Heincze Stumpffe erwähnt, 1486 wird der Turm der Kirche als burch thurn genannt. Die Herren von Königheim stammen wahrscheinlich von den Herren von Zabelstein ab. Burg und Kirche fielen 1540 einem Feuer zum Opfer. Vermutlich ist danach die Kirche als Wehrkirche mit Gaden wiederaufgebaut worden, da urkundlich nachgewiesen. Dieselbe wurde 1635 in den Verheerungen des Dreißigjährigen Krieges abermals niedergebrannt. Von der Burg finden sich danach keine Nachrichten mehr. Ein Kirchenneubau im 18. Jahrhundert an gleicher Stelle hat das ehemalige Burggelände stark verändert.

## Beschreibung
Zur Burg gehörte die Kirche, (nach einer Urkunde vom Jahre 1486 war sie ein Teil der Burg selbst, der Turm – burchthvrn). Die Anlage war rings mit sehr hohen Mauern umgeben. Es existierte lediglich ein Zugang in der Südwestecke welcher über eine Zugbrücke und durch einen Torthurm hindurch führte. Innerhalb lehnten sich mehrere als Speicher und dergleichen verwendete Gebäude an die Mauer. Ein alter Plan zeigt außen an der Ostmauer entlang den im Jahr 1563 angelegten äußern Friedhof, rechts vom Torthurm eine kleine Kapelle des h. Sebastian, links ein dem Mainzer Domkapitel gehöriges Gebäude und daran nach Süden, im rechten Winkel anschließend, die Lateinschule. Ein zweites Tor befand sich unten am Fuße der beiderseitig von Mauern eingefassten Treppe, die in sanfter Kurve zur Zugbrücke hinaufführte.
Von der einstigen Burg ist heute nichts mehr erhalten. Archäologische Funde sind nicht bekannt.